# Sanča Asnares
Sanča Asnares (šp. Sancha Aznárez) bila je kraljica Pamplone u srednjem veku.
Postala je kraljica 11. decembra 925.
Njen je otac bio gospodar Asnar Sančes od Larraúna. Njegova je žena bila infanta Oneka Fortunes, ćerka Aurije i kralja Pamplone Fortuna Garsesa. Ona je rodila Sanču i Todu.
Sanča se udala za kralja Himena Garsesa iz dinastije Himene.
Ovo su deca Sanče i njenog muža:
- Garsija Himenes, infant
- Sančo Himenes Pamplonski, infant te muž Kihilo Garses
- Dadilda Himenes, žena Muse Asnara ibn el-Tavila (sin Muhameda el-Tavila od Huesce)

Sanču je ubio njen sin Garsija.